# Біссерова Антоніна Олексіївна
Антоніна Олексіївна Біссерова (до 2008 — Полякова; нар. 17 жовтня 1984, Запоріжжя, УРСР, СРСР) — українська волейболістка, догравальниця. Більшу частину ігрової кар'єри провела в швейцарських клубах. Переможниця національного чемпіонату і дворазова володарка суперкубку Швейцарії.

## Із біографії
Волейболом почала займатися в Одесі. Перший тренер — Віктор Васильович Мельниченко.
Професійну кар'єру розпочала 2001 року у южненському «Хіміку», у складі якого двічі ставала призеркою першої ліги і здобула путівку до елітного дивізіону українського волейболу. Протягом всіх трьох сезонів у «Хіміку» була капітаном команди.
У 2004 році на запрошення олімпійської чемпіонки Ольги Шкурнової поїхала виступати за швейцарський клуб «Біль». Через два роки перейшла до «Кеніца», кольори якого захищала протягом восьми сезонів, здобувала перемоги у чемпіонаті і двічі в суперкубок Швейцарії.

## Клуби
| Роки      | Команди        |
| --------- | -------------- |
| 2001—2004 | «Хімік» (Южне) |
| 2004—2006 | «Біль»         |
| 2006—2014 | «Кеніц»        |

## Досягнення
- Чемпіон Швейцарії (1): 2009.
- Срібний призер чемпіонату Швейцарії (3): 2007, 2010, 2014.
- Бронзовий призер чемпіонату Швейцарії (3): 2008, 2012, 2013.
- Срібний призер Кубка Швейцарії (2): 2007, 2013.
- Володар Суперкубка Швейцарії (2): 2006, 2009.
- Переможець чемпіонату України серед команд першої ліги (1): 2003.
- Бронзовий призер чемпіонату України серед команд першої ліги (1): 2002.